# Jacques de Biez
Jacques de Biez (1852-1915) est un journaliste, historien et critique d'art français. Il fut secrétaire de la rédaction de La République française et membre de la Ligue antisémitique de France.

## Biographie
Antisémite républicain, de Biez fonda, avec Édouard Drumont, la première Ligue antisémitique de France. Celle-ci, très éphémère, précéda la Ligue antisémitique de France de Jules Guérin. Selon un collaborateur de Gil Blas, de Biez fut l'un des « premiers protagonistes de l'anti-sémitisme (sic) ». De Biez se démarque d'Édouard Drumont par son soutien à la République, ce qui permet au mouvement antisémite de se structurer à cette époque en un véritable front politique.
Peu après la fondation du journal La Libre Parole de Drumont, de Biez quitta Paris pour devenir châtelain dans le département de la Vienne. Une fois sur place, il noua une amitié avec l'archéologue et historien local, le R.P. Camille de La Croix. Il continua ses correspondances et collaboration avec un certain nombre de publications parisiennes, telles La Libre Parole de Drumont, Gil Blas de Guérin, et La Terre de France. Plusieurs années durant, de Biez fit de la politique radicale dans la Vienne, il fut élu comme conseiller de l'arrondissement de Civray et contribua régulièrement au journal républicain, L'Avenir de la Vienne, d'Alexandre Masson.
Il quitta le Poitou au début du XXe pour retourner à Paris, où il mourut en 1915.

## Œuvres
- Tamburini et la musique italienne, Paris, Tresse Editeur, 1877.
- La Question juive : la France ne peut pas être leur terre promise, C. Marpon et E. Flammarion, 1886.
- Le Solécisme du bordereau et les lettres de Dreyfus, A. Pierret, 1898.
- La Patrie intégrale. Un maître imagier E. Frémiet, Aux bureaux de l'Artiste, 1896.
- E. Frémiet, préface de Frédéric Masson, Paris, Jouve, 1910, prix Charles-Blanc de l’Académie française en 1912.